# Corey Harawira-Naera

a Compétitions nationales et continentales officielles uniquement.

b Matchs officiels uniquement.
Corey Harawira-Naera, né le 18 mai 1995 à Auckland (Nouvelle-Zélande), est un joueur de rugby à XIII néo-zélandais évoluant au poste de deuxième ligne, de troisième ligne ou de centre dans les années 2010. Il fait ses débuts en National Rugby League (« NRL ») avec les Panthers de Penrith lors de la saison 2017 puis s'engage avec les Bulldogs de Canterbury-Bankstown lors de la saison 2019. Il prend part à la première édition de la Coupe du monde de rugby à neuf au cours de laquelle il atteint la finale.

## Palmarès
- Collectif :
  - Finaliste de la Coupe du monde de rugby à neuf : 2019 (Nouvelle-Zélande).

### En club

#### Statistiques
| Saison | Club                          | Compétition           | Matchs | Points | Essais | Goals | Drops |
| ------ | ----------------------------- | --------------------- | ------ | ------ | ------ | ----- | ----- |
| 2016   | Penrith Panthers              | National Rugby League | 22     | 28     | 7      | 0     | 0     |
| 2018   | Penrith Panthers              | National Rugby League | 24     | 24     | 6      | 0     | 0     |
| 2019   | Canterbury-Bankstown Bulldogs | National Rugby League | 21     | 20     | 5      | 0     | 0     |